# Méligny-le-Petit
 Méligny-le-Petit  es una población y comuna francesa, en la región de Lorena, departamento de Mosa, en el distrito de Commercy y cantón de Void-Vacon.

## Demografía
| 69 | 73 | 67 | 73 | 75 | 58 |
| Para los censos de 1962 a 1999 la población legal corresponde a la población sin duplicidades (Fuente: INSEE [Consultar]) |    |    |    |    |    |